# 蓝桥乡
蓝桥乡是中国陕西省西安市蓝田县下辖的一个乡。

## 行政区划
蓝桥乡下辖以下行政区：
蓝桥街村、蓝桥河村、安子沟村、潘坪村、野竹坪村、疙塔庙村、柳坪村、狮峰村、庞家村、鸭峪村、扇车沟村、新店子村、北沟村